# Chłodnagatan

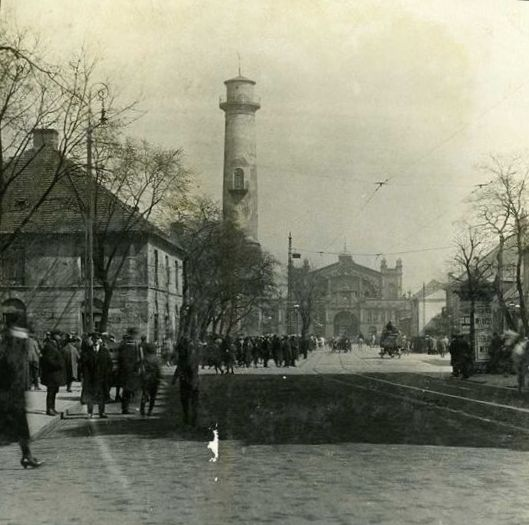
Östra delen av Chłodnagatan före 1939, utsikt mot öster. På bilden ses Mirów-kasernerna, observationstornet från Warszawas brandkårs 4:e division och saluhallen.

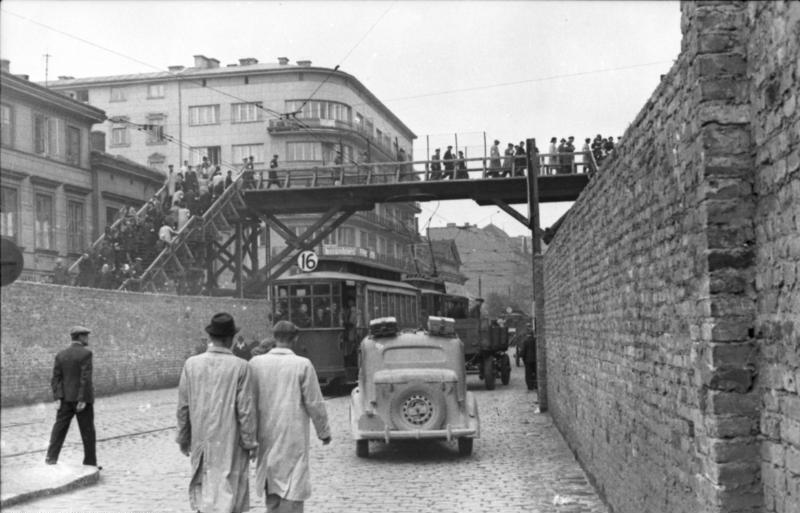
Bron över Chłodnagatan som förband det stora och det lilla gettot. (1942)

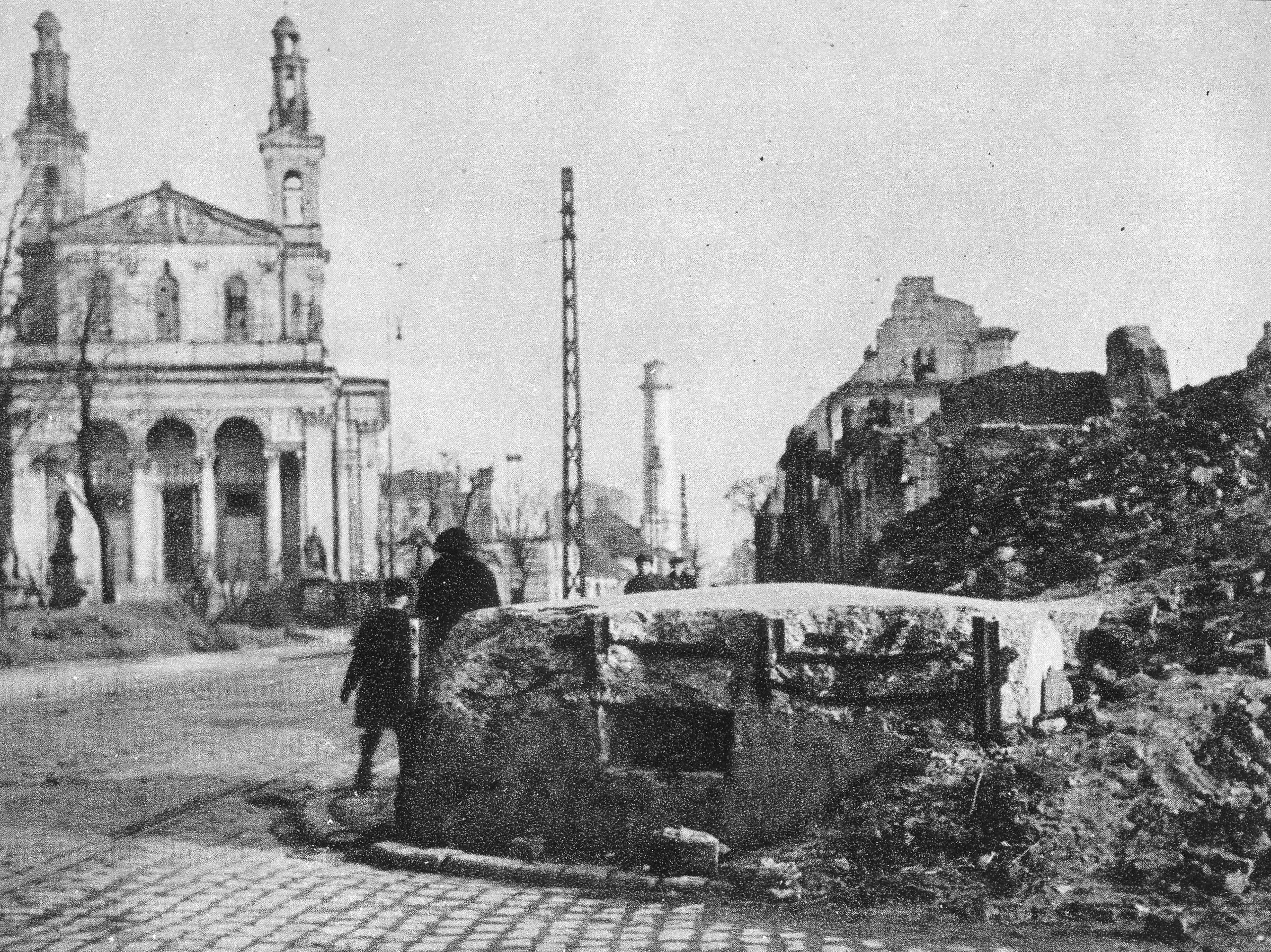
Den udda sidan av gatan 1945, sett från korsningen med Walicówgatan mot öster. I bakgrunden ses observationstornet från Warszawas brandkårs 4:e division

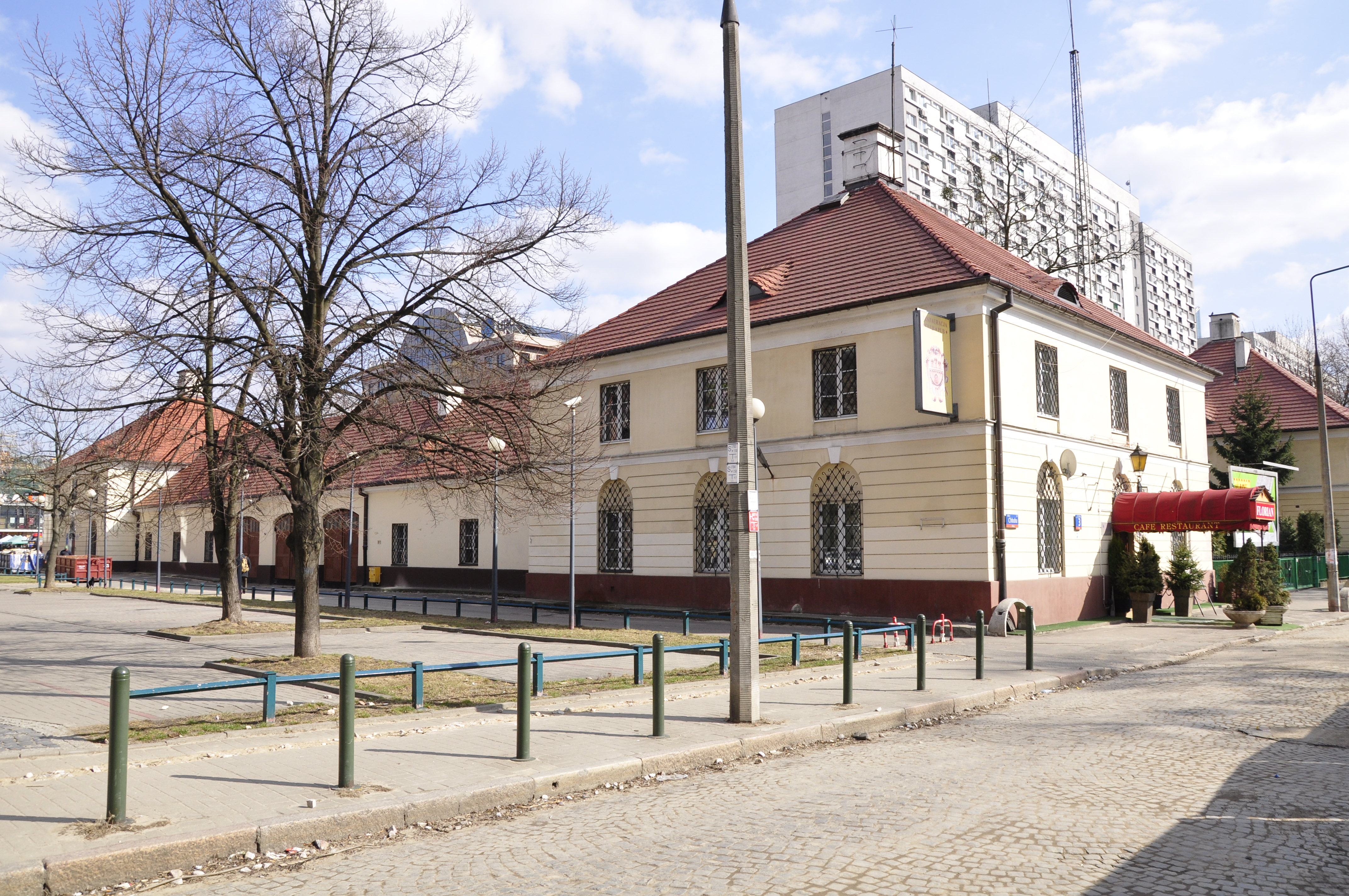
Rester av Mirów-kasernen

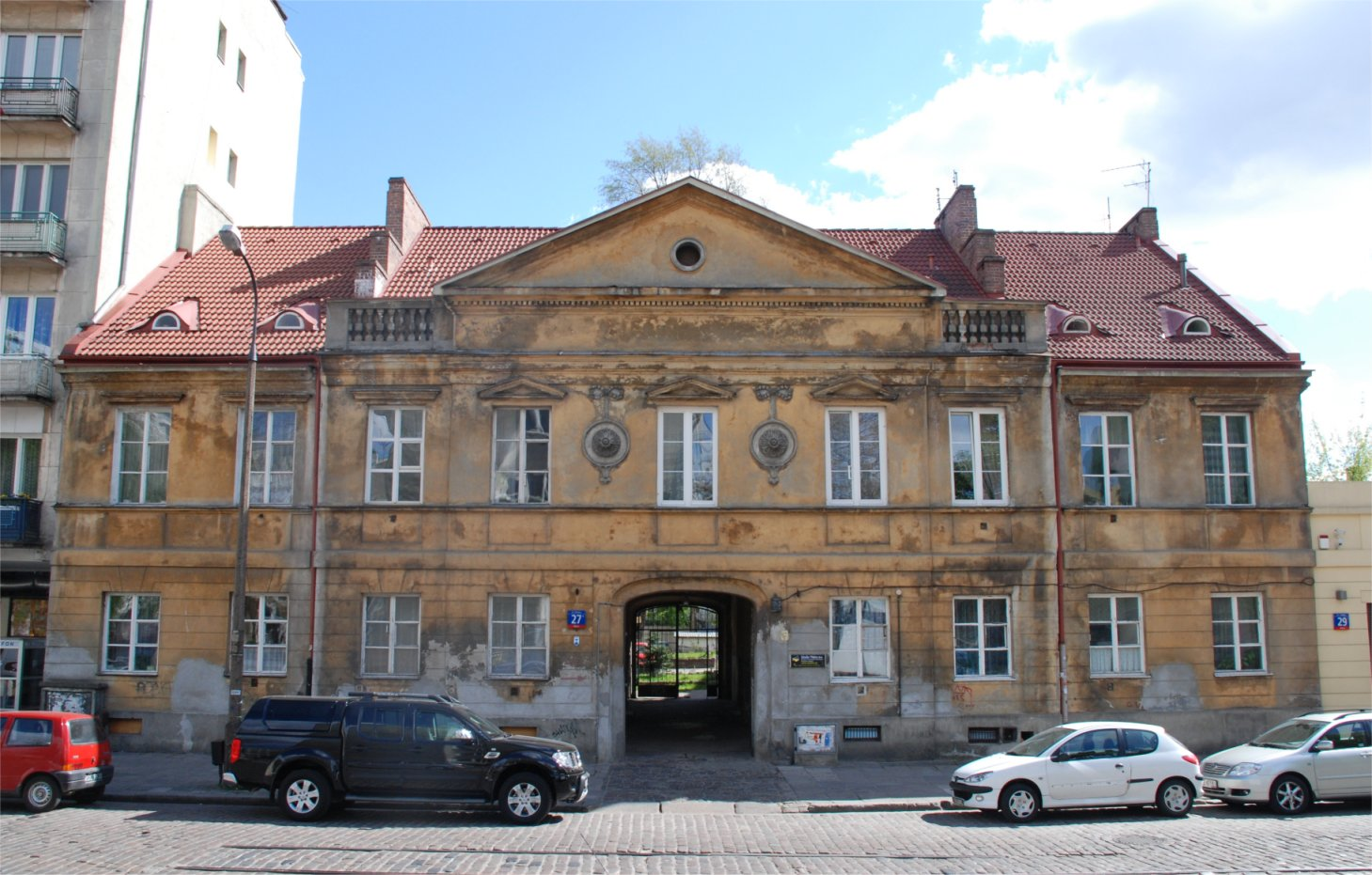
Hyreshuset Markowski på Chłodnagatan 27

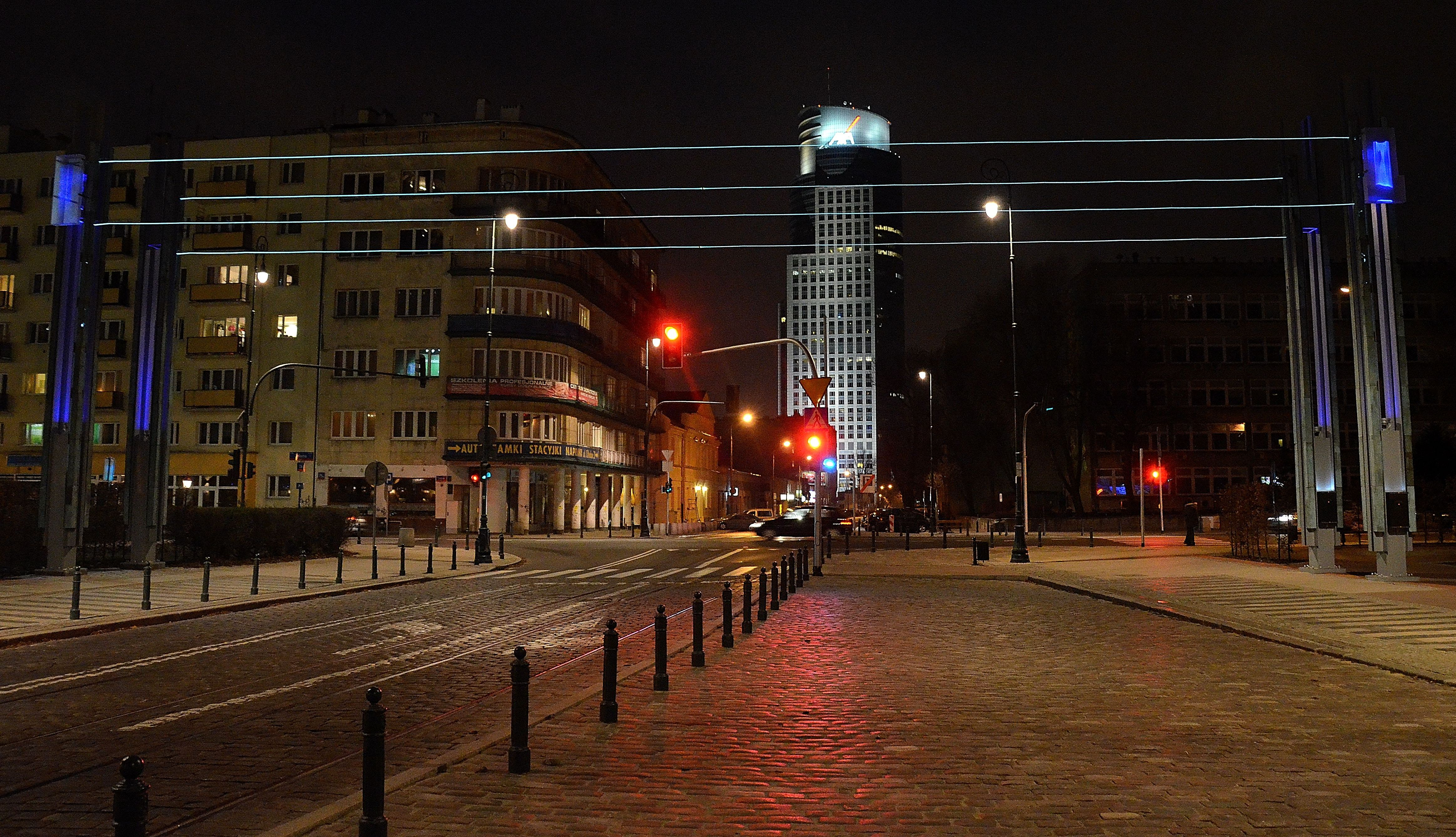
Minnesmärket Gångbron nattetid, sett mot väst.

Chłodnagatan (polska: Ulica Chłodna) är en gata i stadsdelen Wola i Polens huvudstad Warszawa.
Under de första dagarna i augusti 1944 mördades hundratals invånare på Chłodnagatan och de omgivande gatorna under Wolamassakern.

## Byggnader på Chłodnagatan
Keret House ligger mellan Chłodnagatan 22 och Żelaznagatan 74. Huset som är designad av Jakub Szczęsny är världens smalaste hus, med en bredd på mellan 70 och 120 cm.
Warsaw Trade Tower ligger på Chłodnagatan 51. Skyskrapan är med sina 208 meter och 42 våningar Polens näst högsta byggnad, efter Kulturpalatset.

## Bron över Chłodnagatan
Under andra världskriget uppförde tyskarna en träspång vid Żelaznagatan som öppnades den 26 januari 1942 och som fram till augusti samma år förband det stora och det lilla gettot, över den ariska Chłodnagatan mellan hyreshus nummer 23 och 26. Judarna fick dock bara passera när den stängts av för "icke-judar". 
Bron revs efter att det lilla gettoområdet och området mellan Lesznogatan och Chłodnagatan införlivades i stadens ariska delen i augusti 1942. Bara metallstolparna fick stå kvar efter att bron revs, med en förklarande minnesplakett. I september 2011 byggdes Minnesmärket Gångbron (polska: Kładka Pamięci) för att minnas platsen. Två uppsättningar metallstolpar är anslutna via optiska fibrer som lyser upp efter solnedgången. Ljusprojekten återskapar gångbrons form och ger en illusion av en bro upphängd över gatan. Minnesmärket är designad av Tomasz de Tuscan-Lec. Det finns därutöver tre monument vid gatans tidigare gettogränser; vid gatukorsningen med Elektoralnągatan, vid korsningen med Żelaznągatan och vid Chłodnagatan 41 i korsningen med Wroniągatan.
Bron över Chłodnagatan förekommer ofta i filmer om Warszawas getto, bland annat i The Pianist av Roman Polański.

## Notabla invånare
- På Chłodnagatan 7 bodde och arbetade poeten Stanisław Jachowicz fram till sin död 1857.
- På Chłodnagatan 15 (på trettonde våningen) bodde  prästen Jerzy Popiełuszko fram till sin död 1984.
- På Chłodnagatan 18 bodde botanikeren Karol Drymmer fram till sin död 1937.
- På Chłodnagatan 20, i en lägenhet på första våningen, bodde ordförande för Warszawas Judenrat Adam Czerniaków från den 13 december 1941 och fram till dagen för hans självmord (begått i Huvudbyggnaden för den judiska gemenskapen i Warszawa) den 23 juli 1942)[3]
- På Chłodnagatan 40 bodde poeten Miron Białoszewski under Warszawaupproret.